# Пишкець (Глазовський район)
Пишке́ць (рос. Пышкец) — присілок в Глазовському районі Удмуртії, Росія.

## Населення
Населення — 36 осіб (2010; 47 в 2002).
Національний склад станом на 2002 рік:
- удмурти — 100 %

## Урбаноніми[3]
- вулиці — Нагірна, Польова, Пишкецька